# Île Guayabo
L'Île Guayabo est une île du Costa Rica située dans le golfe de Nicoya de la province de Puntarenas. Elle e trouve à 8 km au sud de Puntarenas . 

## Description
L'île Guayabo a une superficie de 15 hectares et est en forme de diamant. Elle possède une petite plage et le reste de son littoral est composé de falaises. Elle est composée principalement de roches sédimentaires et est recouvert' dans certains secteurs d'arbustes et de petites plantes épineuses.

## Zone protégée
L'île fait partie de la réserve biologique de Guayabo, Pájaros et Negritos, créée par décret en 1973, et appartenant à l'Area de  Conservaión Arenal Tempisque (ACAT)  du Système des zones de conservation (SINAC) du Costa Rica.
L’importance de l’île réside dans le fait qu’entre 200 et 300 oiseaux marins y nichent, en particulier des espèces telles que le perce-oreille marin, la mouette rieuse, le faucon pèlerin, le fou brun et le pélican brun, ce dernier a l'une des plus grandes populations de cette espèce d'oiseau au Costa Rica. Sur l'île, il existe également de nombreuses espèces de crustacés tels que les crabes violonistes, les crabes marins, les cambutes, les huîtres et une grande variété de poissons et d'insectes.
|             |
| Île Guayabo |